# Джеффри, Кит
Кит Джеффри (англ. Keith Jeffrey; 4 октября, 1974) — тринидадский футбольный тренер.

## Биография
На родине долгое время возглавлял один из самых известных клубов страны «Сан-Хуан Джаблоти». После ухода из него некоторое время работал с юниорской сборной Тринидада и Тобаго до 15 лет. В 2022 году был назначен на пост главного тренера сборной Теркса и Кайкоса. На некоторое время Джеффри лишался своей должности в ней, но затем вновь возвращался на свою место наставника национальной команды.

## Достижения
- Победитель Trinidad and Tobago Classic (1): 2014.